# 용기의 땅
《용기의 땅》(Bravelands)은 에린 헌터가 쓴 책으로, 가람어린이 출판사가 옮겼다. 현재는 1부 1권 [흩어진 무리], 1부 2권 [자연의 법칙], 1부 3권 [피와 뼈], 1부 4권 [어둠의 그림자]한국어판으로 출판됐다. 근간으로 1부 5권 [영혼을 먹는 자들]이 출판될 예정이라고 한다